# Tram van Göteborg
De tram van Göteborg is de belangrijkste vorm van openbaar vervoer binnen West-Zweedse stad Göteborg. De trams en bussen in Göteborg worden geëxploiteerd door Göteborgs Spårvägar AB (eigendom van de gemeente) in opdracht van Västtrafik, de vervoersautoriteit van de provincie Västra Götalands län.
In 2006 bestond het net uit twaalf lijnen met een totale lijnlengte van 190 kilometer. De netlengte van het normaalsporige tramnet bedraagt 80 kilometer. Er zijn plannen voor de aanleg van een ringlijn om het stadscentrum (lijn 2). In 2004 maakten 90 miljoen mensen van de tram gebruik.

## Geschiedenis
In 1879 legde het Britse bedrijf Gothenburg Tramway Ltd de eerste paardentramlijn aan. In 1900 nam de gemeente de vier paardentramlijnen over en elektrificeerde ze twee jaar later. Tot aan de Tweede Wereldoorlog groeide het tramnet voorspoedig.
Bij de omschakeling van linksverkeer op rechtsverkeer op 3 september 1967 (Dagen H) bleef het tramnet in volledige omvang bestaan. Bij een deel van het trammaterieel werd de deuren van de linkerzijde naar de rechterzijde verbouwd. Ook kwamen er toen veel nieuwe trams in dienst.

### Modernisering

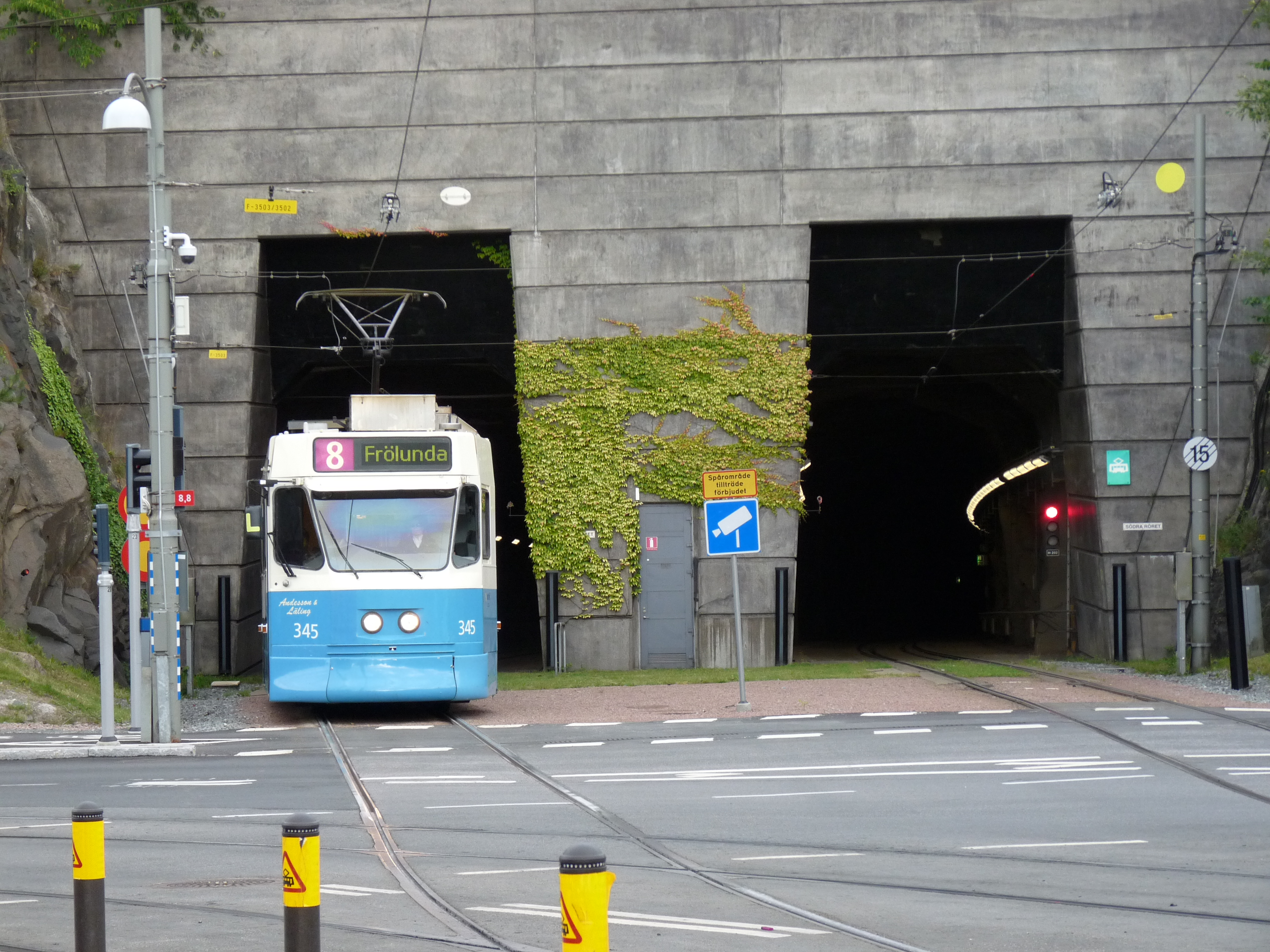
Ingang van tramtunnel

In de jaren zestig wilde de stad tramtunnels onder de binnenstad aanleggen, vergelijkbaar met de Duitse Stadtbahn of Belgische premetro. De bodemgesteldheid bleek echter niet al te best en de plannen werden afgeblazen. In de buitenwijken werden wel nieuwe lijnen naar metrostandaard aangelegd, dat wil zeggen: een vrijliggende baan met zo min mogelijk kruisingen met het wegverkeer. In sommige gevallen loopt de tramlijn door een tunnel of over een viaduct. Op de lijn naar de nieuwe buitenwijken naar Angered is een lang ondergronds traject door de heuvels aangelegd met een ondergronds station. Er is in de zuidelijke voorstad een kilometer lange tramtunnel onder een heuvel om delen van het tramnet met elkaar te verbinden.

## Lijnen
| 1  | Tynnered – Östra Sjukhuset       | 15,6 km | 33 haltes |
| 2  | Högsbotorp – Mölndal             | ? km    | 27 haltes |
| 3  | Marklandsgatan – Kålltorp        | 12,7 km | 30 haltes |
| 4  | Angered – Mölndal                | 19,3 km | 21 haltes |
| 5  | Länsmansgården – Östra Sjukhuset | ? km    | 36 haltes |
| 6  | Länsmansgården – Kortedala       | 24,6 km | 46 haltes |
| 7  | Bergsjön – Tynnered              | 21,1 km | 35 haltes |
| 8  | Angered – Frölunda               | 21,3 km | 25 haltes |
| 9  | Angered – Kungssten              | 19,0 km | 25 haltes |
| 10 | Guldheden – Biskopsgården        | ? km    | 23 haltes |
| 11 | Bergsjön – Saltholmen            | 21,8 km | 36 haltes |
| 13 | Brämaregården – Sahlgrenska      | ? km    | 13 haltes |

## Materieel
Het vervoerbedrijf bezat begin 21e eeuw meer dan 200 eenrichtingtrams. Alle huidige Göteborgse trams in passagiersdienst zijn 2,65 meter breed.
- In de periode 1965-1972 zijn er 130 vierassers gebouwd van het type M28/M29. De M28/M29-trams rijden vaak in dubbeltractie.
- Tussen 1984 en 1991 werden 81 enkelgelde trams gebouwd door ASEA van het type M21. Tussen 1998 en 2002 werden de M21-trams voorzien van een lagevloermiddenbak en kregen ze de aanduiding M31.
- In 2001 werden 40 Sirio-lagevloertrams besteld bij AnsaldoBreda. Deze hebben de aanduiding M32 gekregen. In 2009 werd een optie van 25 Sirio-lagevloertrams besteld bij AnsaldoBreda.
- Tussen 2019 en 2023 werden 40 stuks achtassers van het type M33 Flexity Classic geleverd.
- Vanaf 2024 worden 60 stuks twaalfassers van het type M34 Flexity Classic geleverd.

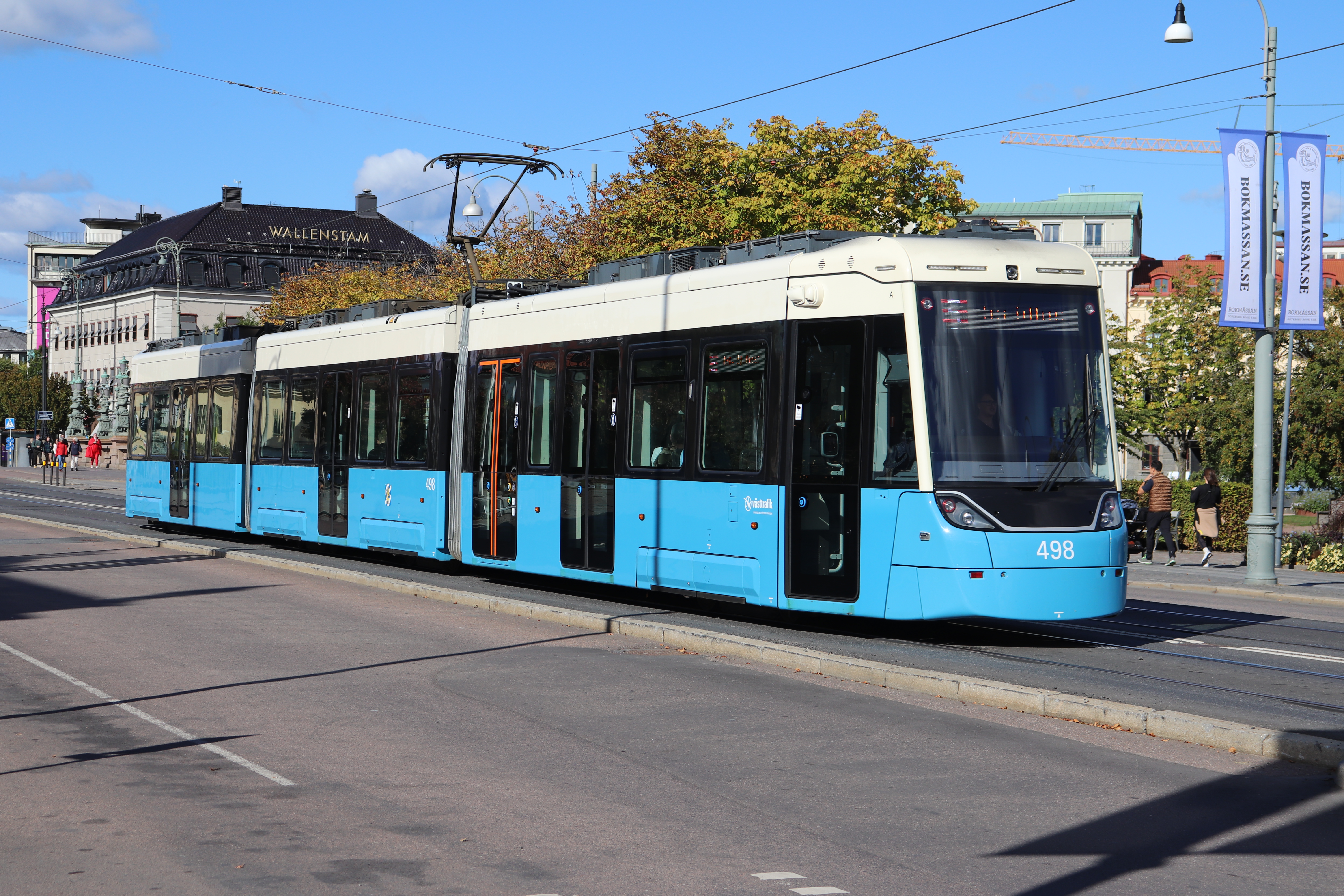
Tram type M33.
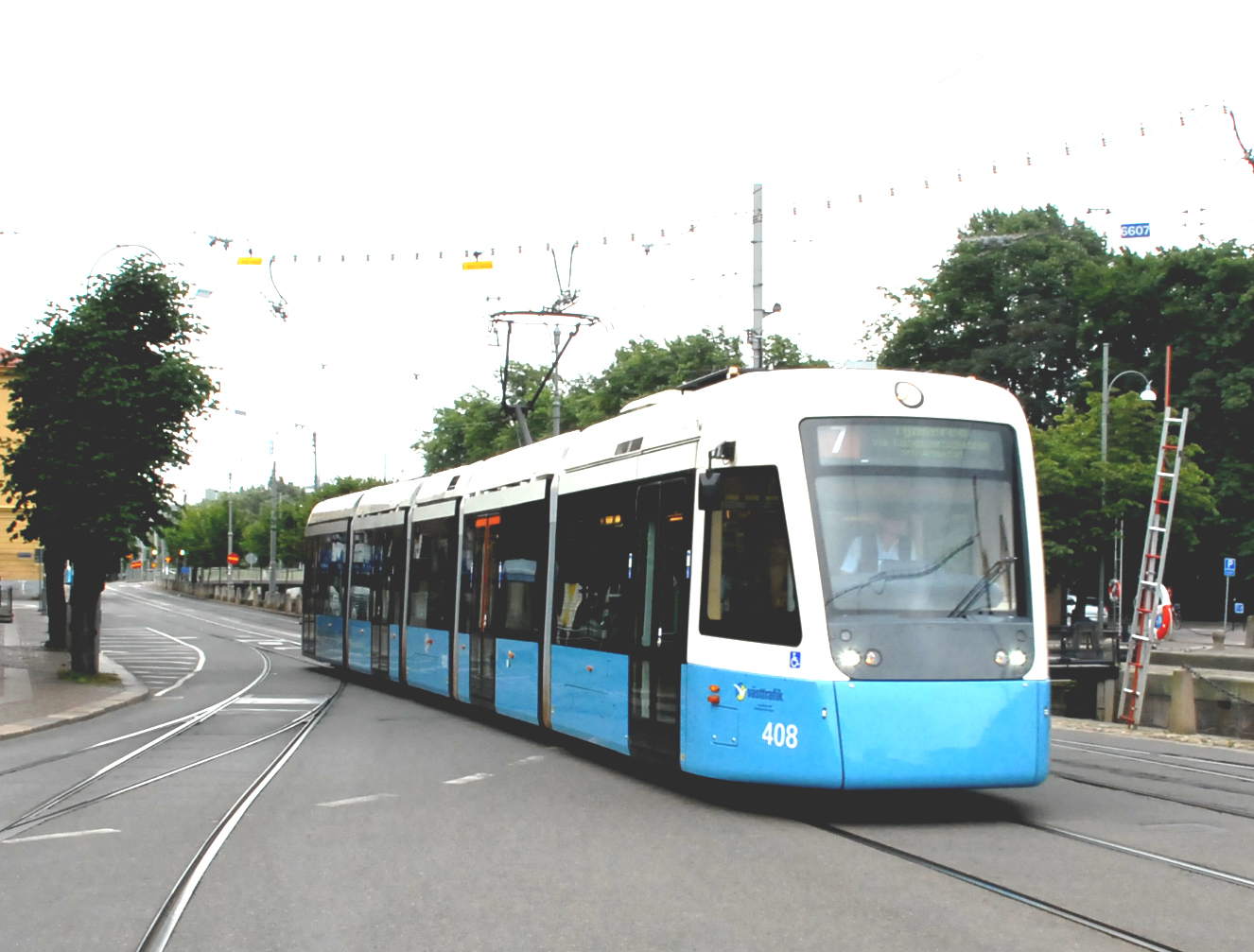
M32 Sirio-tram 408.
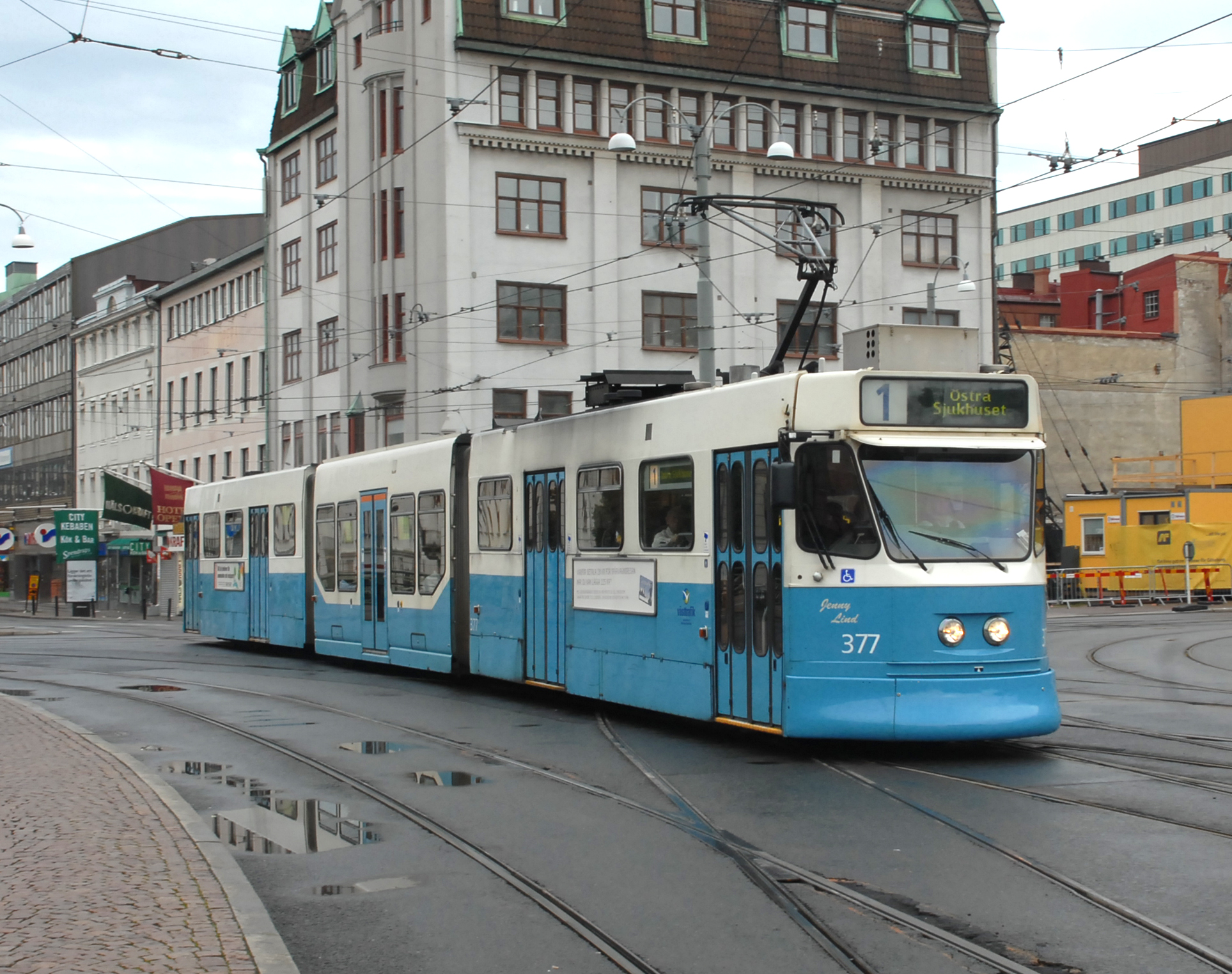
M31-tram 377 met verlaagde middenbak.
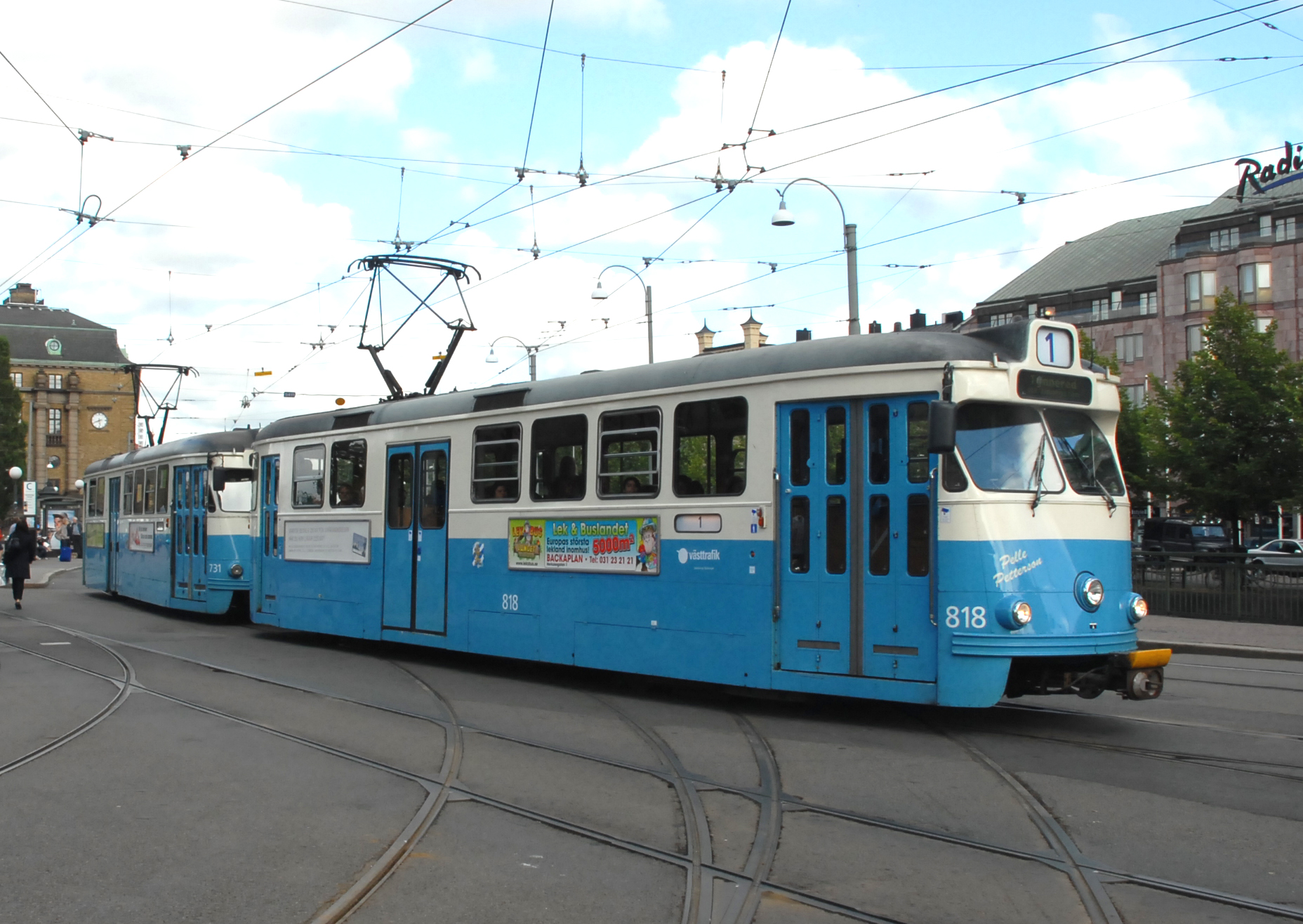
M29-trams 878+731.
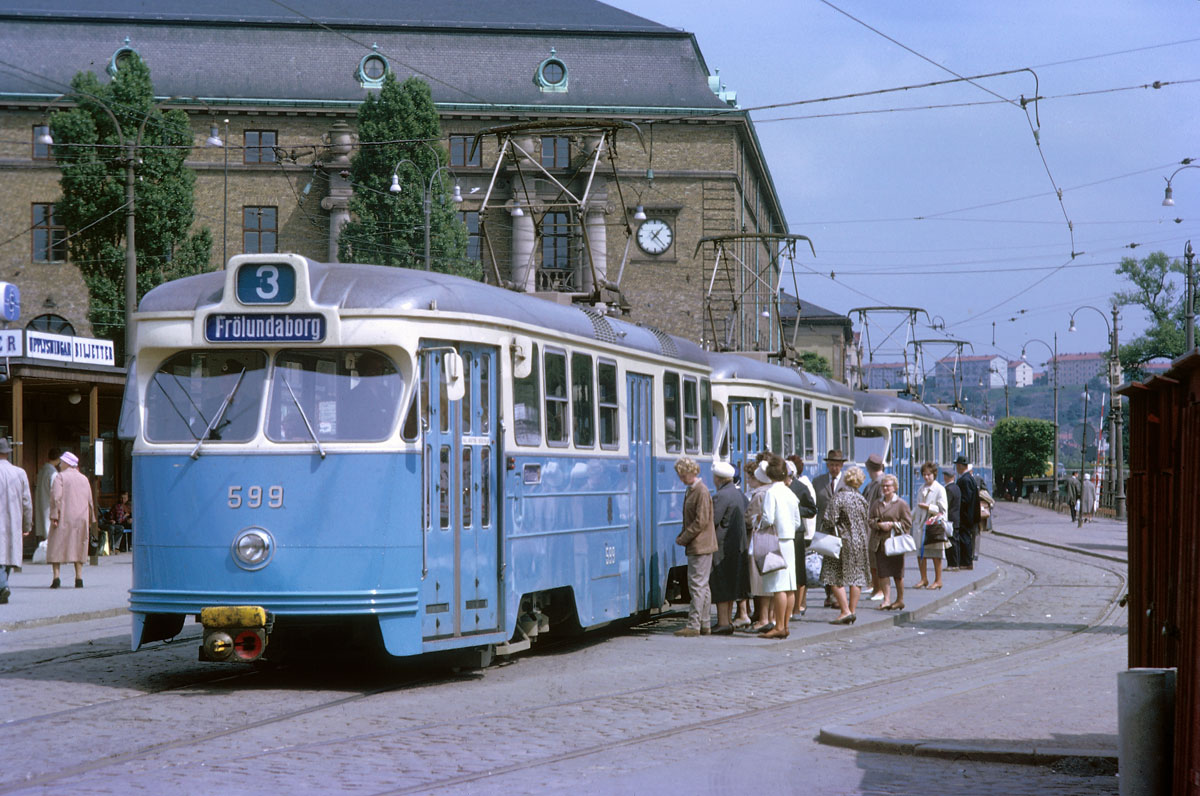
M25 trams in 1962
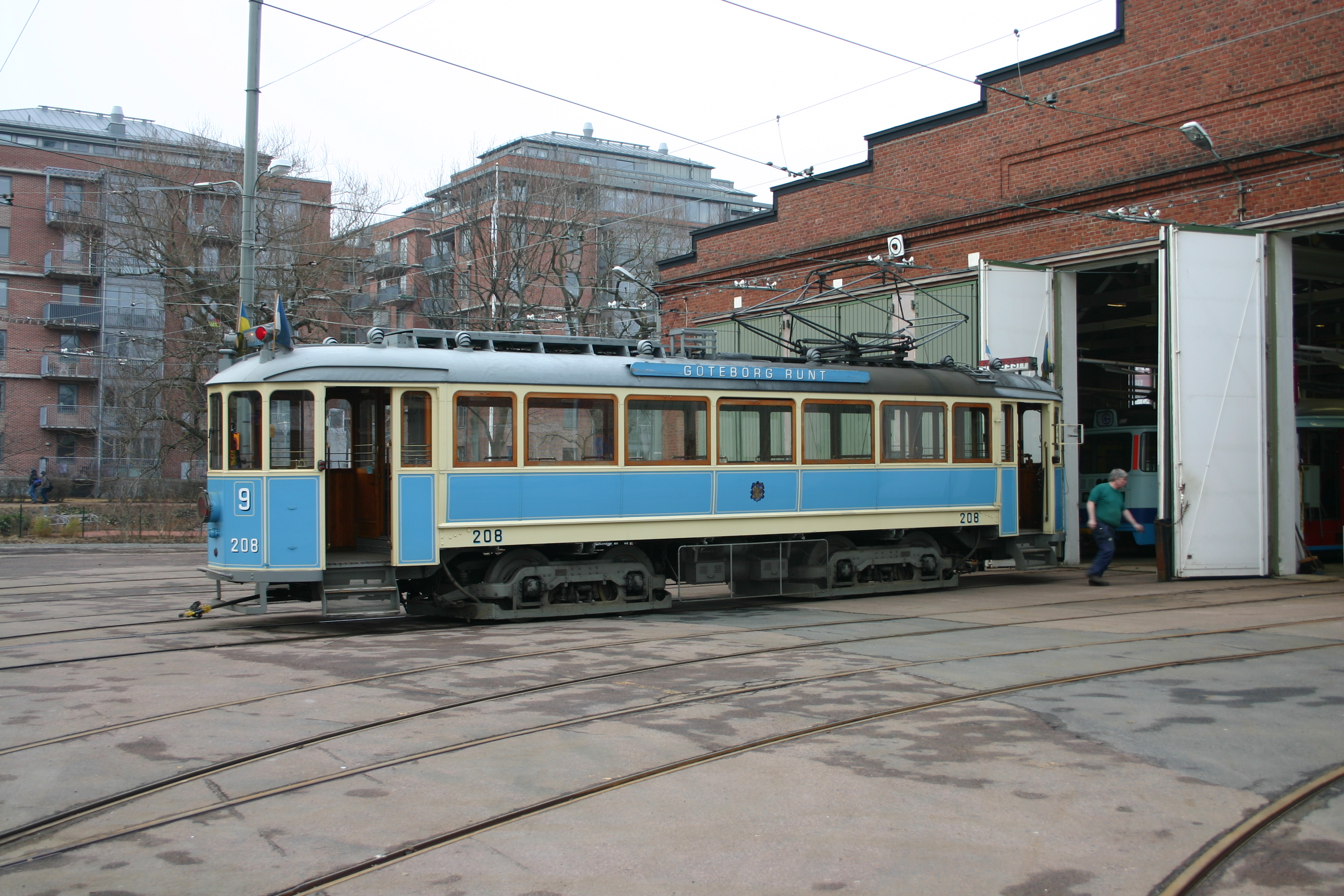
Museumtram vierasser 208 van de lijn naar Saltholmen.
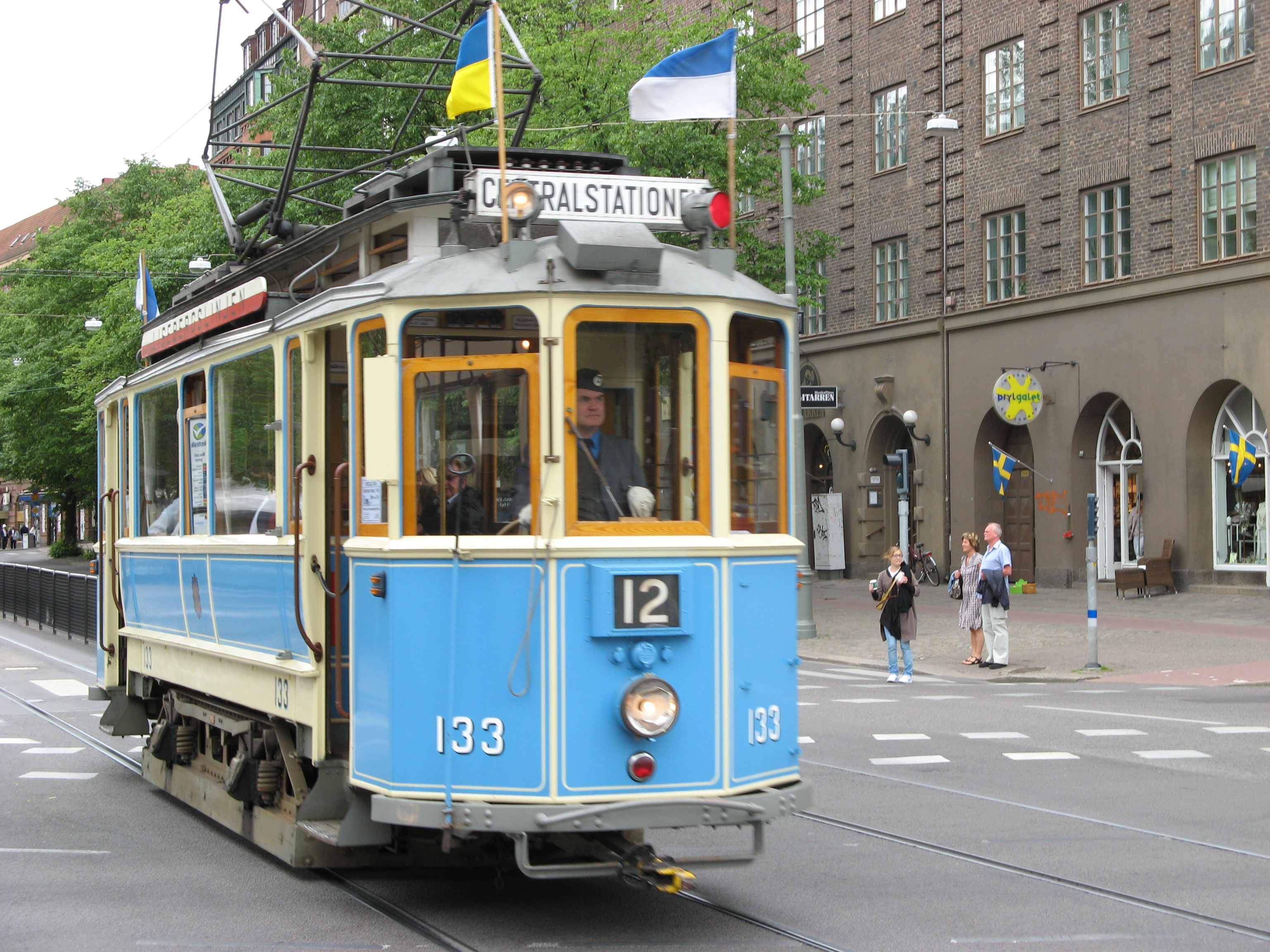
Museumtram tweeasser 133 in dienst op de museumtramlijn (Lisebergslinien).